# Янгыта (приток Шапкиной)
Янгыта — река в России, протекает по Республике Коми. Левый приток реки Шапкиной, в которую впадает в 139 км от её устья. Длина реки составляет 54 км. Крупнейшие её притоки Янгытавож и Малая Янгыта. Берёт начало из озера Нилькетей.

## Данные водного реестра
По данным государственного водного реестра России относится к Двинско-Печорскому бассейновому округу, водохозяйственный участок реки — Печора от водомерного поста Усть-Цильма и до устья, речной подбассейн реки — бассейны притоков Печоры ниже впадения Усы. Речной бассейн реки — Печора.
Код объекта в государственном водном реестре — 03050300212103000082349.